# Vestalis gracilis
Vestalis gracilis är en trollsländeart som först beskrevs av Jules Pièrre Rambur 1842.  Vestalis gracilis ingår i släktet Vestalis och familjen jungfrusländor. IUCN kategoriserar arten globalt som livskraftig. Utöver nominatformen finns också underarten V. g. montana.

## Bildgalleri

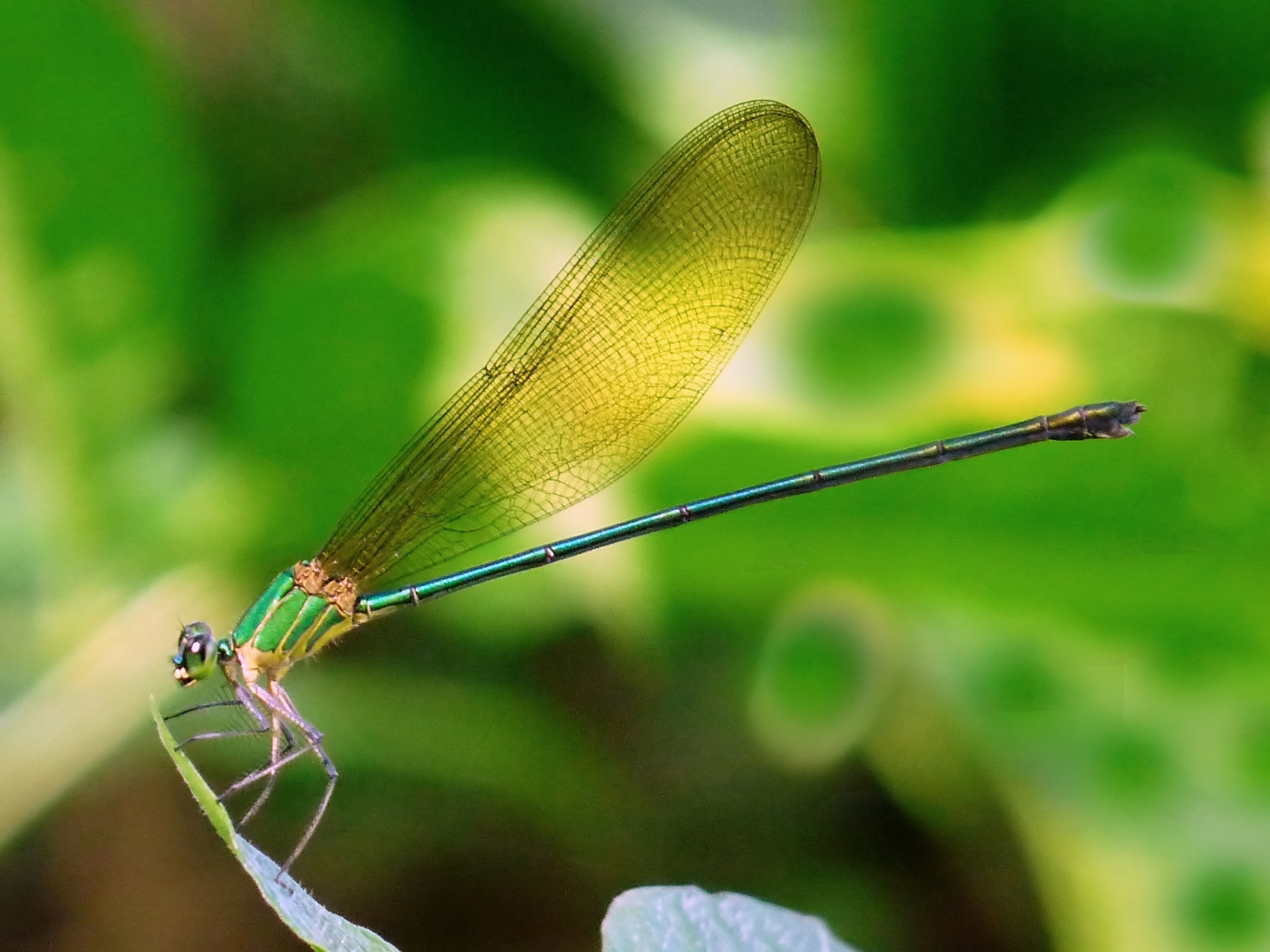
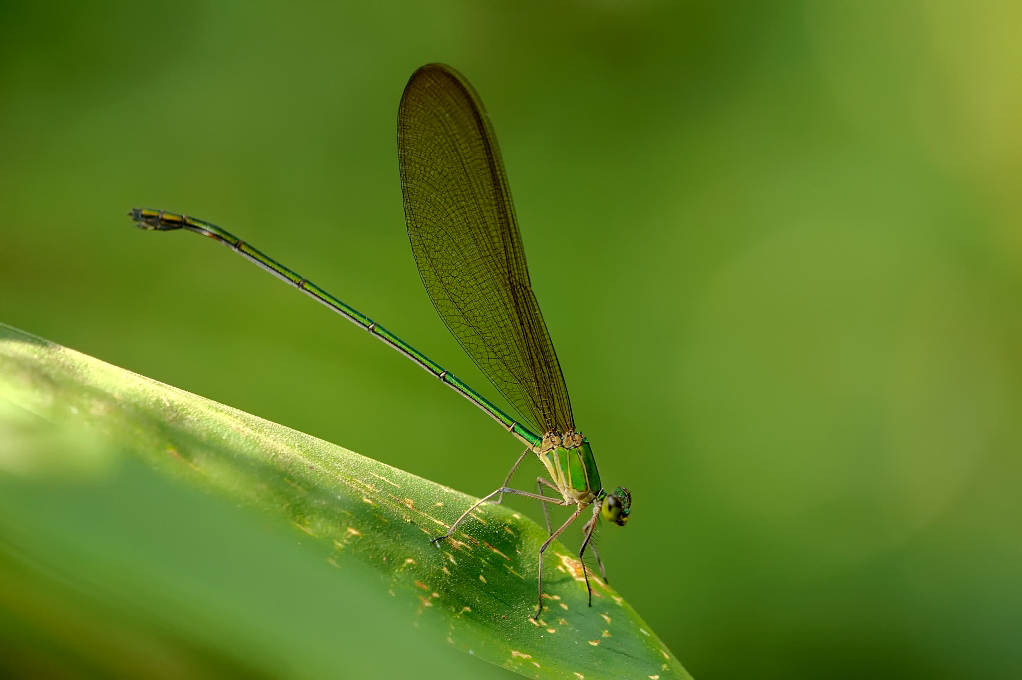
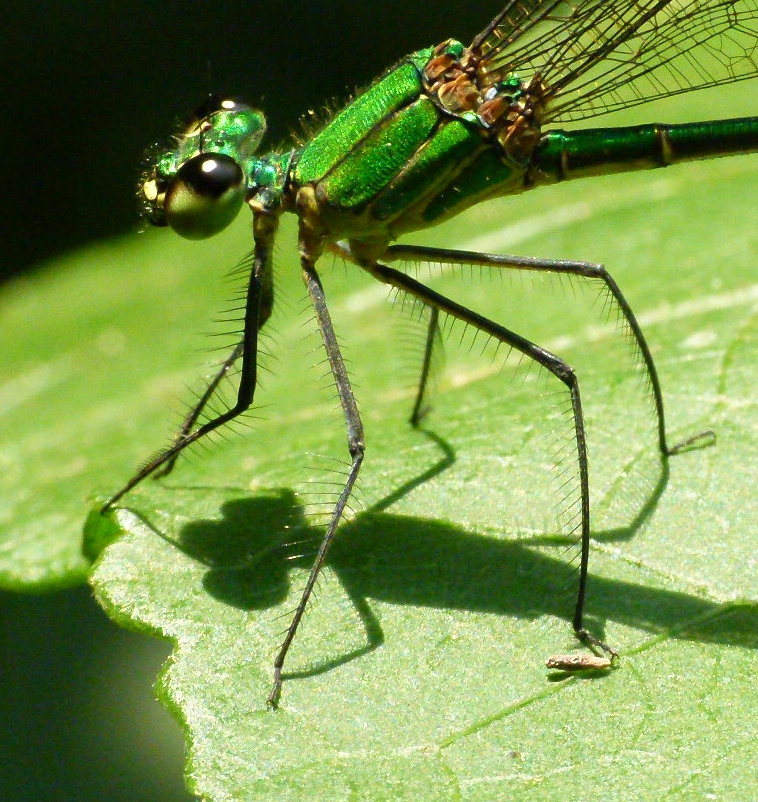
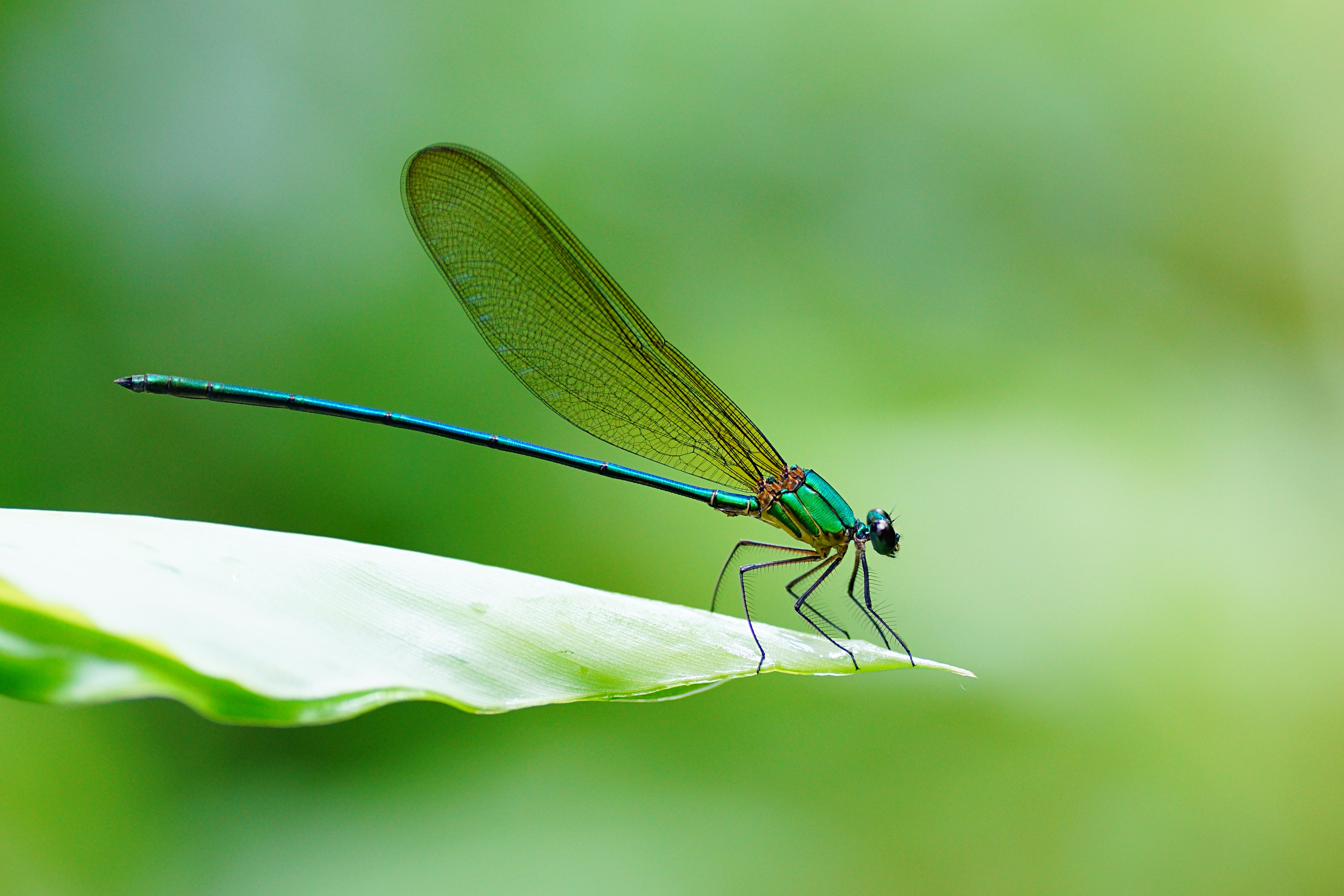
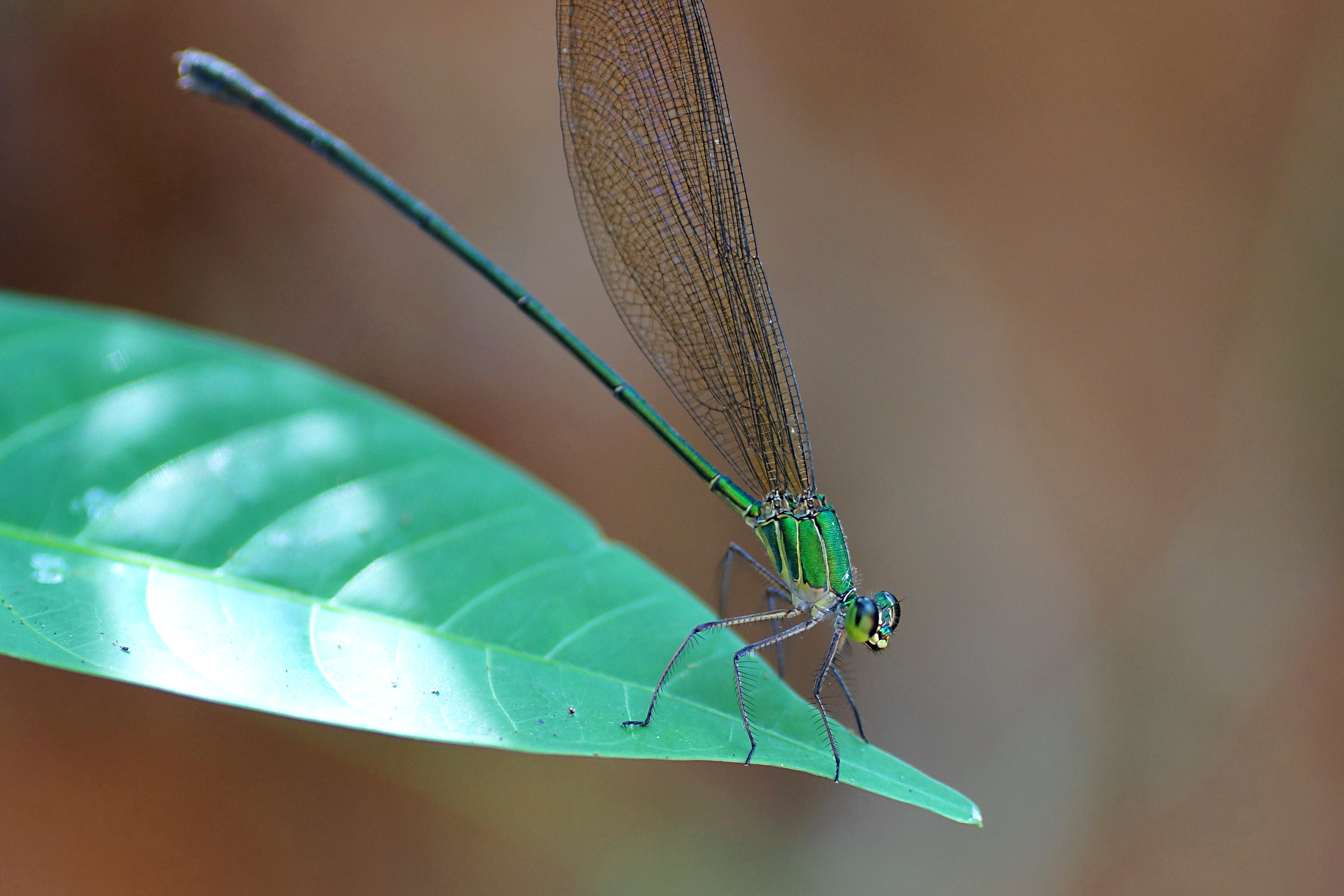